# Вестгаузен (Гільдбурггаузен)
Вестгаузен (нім. Westhausen) — громада в Німеччині, розташована в землі Тюрингія. Входить до складу району Гільдбурггаузен. Складова частина об'єднання громад Гельдбургер-Унтерланд.
Площа — 15,43 км2. Населення становить 679 ос. (станом на 31 грудня 2021).

## Галерея

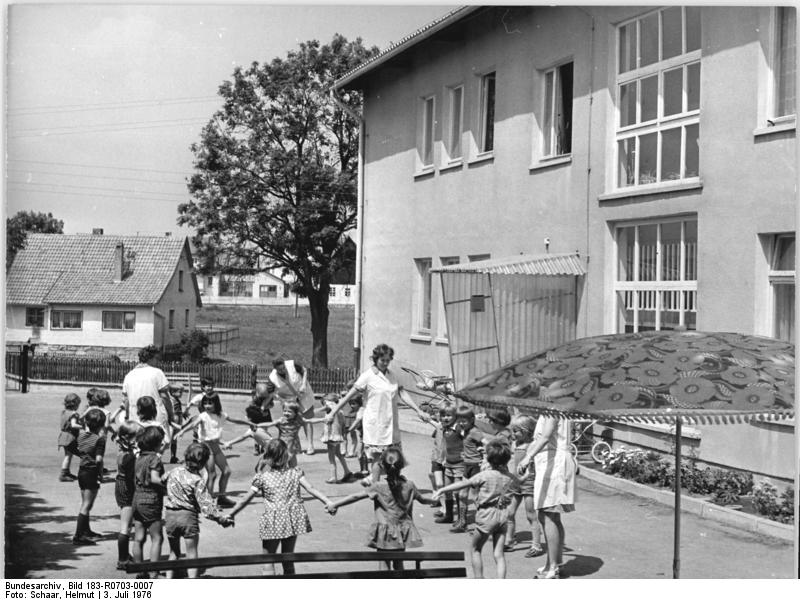